# Prison Saint-Lazare
Pour les articles homonymes, voir Saint-Lazare.
La prison Saint-Lazare, qui deviendra l'hôpital Saint-Lazare, était située dans les anciens bâtiments de la maison-mère de la congrégation de la Mission ou maison Saint-Lazare, à Paris, 10e arrondissement au no 107 de la rue du Faubourg-Saint-Denis, dans l'ancien enclos Saint-Lazare.

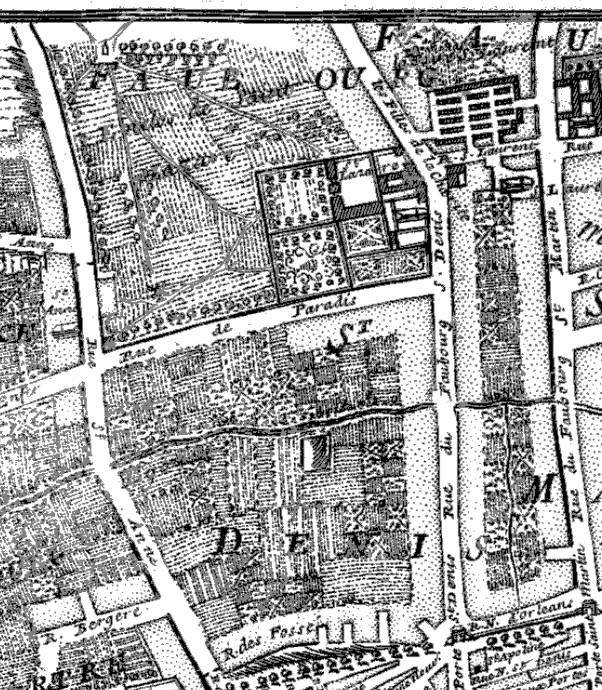
L'enclos Saint-Lazare, en 1705.

## Origines
Une léproserie administrée par les Hospitaliers et placée sous l'invocation de saint Lazare avait été fondée le long de la route de Paris à Saint-Denis à la limite de la zone marécageuse de l'ancien lit de la Seine au XIIe siècle. Elle est cédée en janvier 1632 à saint Vincent de Paul et à la Congrégation de la Mission.
Dès le XVIIe siècle, Saint-Lazare sera « la prison des fils de famille », Chapelle y sera interné en 1646 et laissera des textes sur Saint-Lazare, qu'on peut lire dans les Œuvres de Chapelle et de Bachaumont dont la Lettre à Monsieur Moreau et la Description de Saint-Lazare, puis une prison spéciale pour épouses et jeunes débauchés enfermés sur la demande de leur famille, aliénés, prêtres indisciplinés,.
En mars 1785, Beaumarchais y sera enfermé quelques jours et juste avant la Révolution Sylvain Maréchal y fera quatre mois de prison pour son Almanach des Honnêtes Gens. Étienne Antoine Boulogne y fut pour sa part incarcéré trois mois.
En 1792-1793, sous la Révolution, les Lazaristes sont dispersés à la suite du décret de la Convention sur la suppression des Ordres religieux et en 1794 un autre décret de la Convention reconnaît Saint-Lazare comme prison.

## La prison Saint-Lazare sous la Révolution et la Terreur

Appel des dernières victimes de la terreur dans la prison de saint Lazare.7, 9 thermidor 1794, par Charles Louis Müller.

Sous la Terreur, Saint-Lazare connaitra ce qu'on appelle la conspiration des prisons « plan concerté d’élimination physique des prisonniers » avec un bilan de 165 exécutions les 6, 7 et 8 thermidor an II pour la seule prison Saint-Lazare.
Le peintre Charles-Louis Muller (1815-1892) a réalisé un tableau intitulé Appel des dernières victimes de la terreur à la prison Saint-Lazare à Paris les 7-9 Thermidor an II sur lequel on distingue le poète André Chénier. La plus grande composition de ce tableau, d'une longueur de 8,90 m, est exposée au musée de la Révolution française.
Le 3 octobre 1793, Hubert Robert, peintre, graveur et professeur de dessin reçoit un ordre d’arrestation, pour motif : « suspect pour son incivisme reconnu, ses liaisons avec les aristocrates ». Il est détenu à la prison Sainte-Pélagie puis à Saint-Lazare. Il craint pour sa vie et peint alors sur tous les supports à sa portée (notamment sur des assiettes), il exécute plusieurs scènes de la vie quotidienne des détenus de la prison Saint-Lazare. Hubert Robert est délivré le 4 août 1794.
Dès la fin de la Terreur, la prison Saint-Lazare est affectée aux femmes sur proposition de Pierre Paganel,.

### Prisonniers célèbres pendant la Révolution

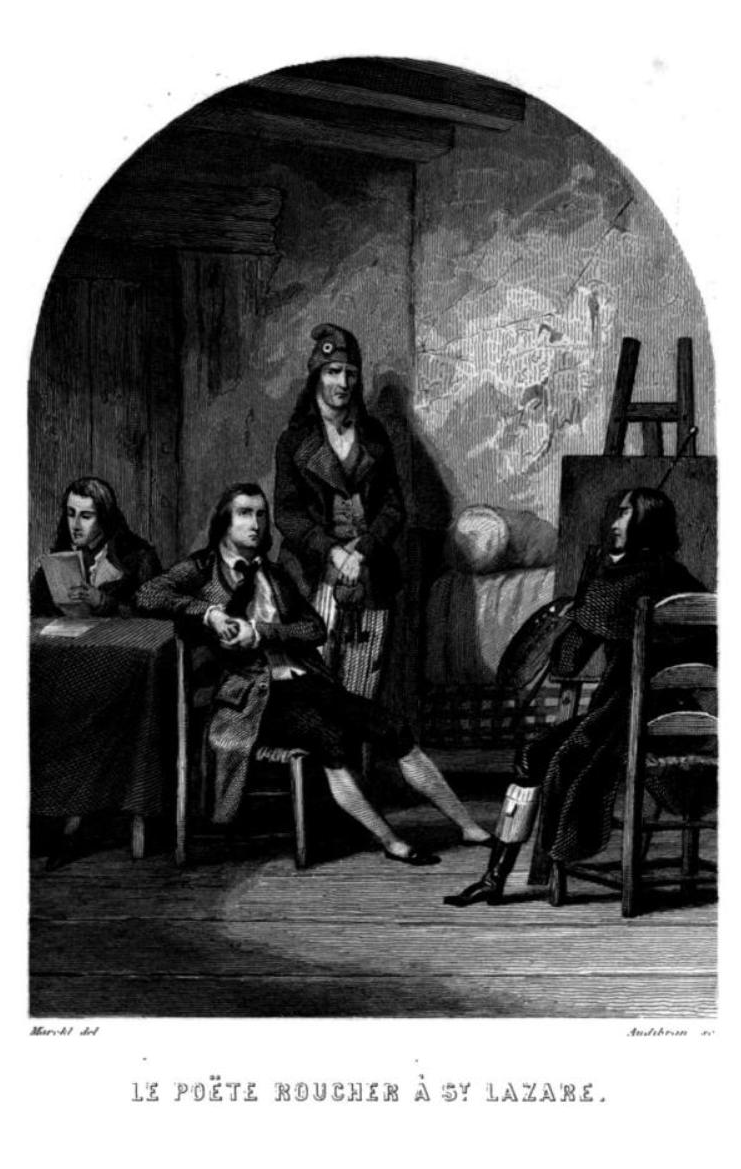
Jean-Antoine Roucher à la prison Saint-Lazare.

- Louis-Pierre Anquetil, historien français
- François-Joseph Bélanger, architecte
- François Rose Barthélémy de Bessejouls de Roquelaure, colonel, mort guillotiné
- Louis Jean Népomucène François Camus de La Guibourgère, conseiller de la Grand'chambre du parlement de Paris, mort guillotiné
- Albert de Bérulle, magistrat et homme politique, mort guillotiné
- André Chénier, poète, qui ne sortit de Saint-Lazare que pour monter sur l'échafaud[10]
- Aimée de Franquetot de Coigny, duchesse de Fleury puis comtesse de Montrond, sous la Terreur elle fut la muse d’André Chénier qui l’immortalisa sous le nom de la Jeune Captive
- Charles Alexandre Créqui de Montmorency, mort guillotiné
- Jean-Baptiste Dossonville, policier français et agent provocateur, membre de la police politique du Comité de sûreté générale de l'an II
- Comtesse Madeleine Henriette Louise de Flavigny, morte guillotinée
- Comtesse Elisabeth Dubois de Courval Joly de Fleury, morte guillotinée [réf. souhaitée]
- Jean Lambert Joseph Fyon, général de la Révolution française
- Charles de Hesse-Rheinfels-Rotenburg, prince de la maison de Hesse-Cassel et général de division
- Philippe Le Bas, encore nourrisson et écroué quelques semaines avec sa mère dans différentes prisons parisiennes dont Saint-Lazare
- Marie-Louise de Laval-Montmorency, quarante-troisième, et dernière abbesse de Montmartre
- Marquis Gratien de Montalembert, capitaine au régiment du Roi infanterie
- Jean Gravier de Vergennes, magistrat et diplomate, mort guillotiné
- Charles Gravier de Vergennes, intendant, père de Claire Élisabeth de Vergennes, mort guillotiné
- Étienne-Denis Pasquier, dit le chancelier Pasquier, homme politique
- Hubert Robert, peintre, graveur, professeur de dessin, créateur de jardins et conservateur au futur musée du Louvre, libéré le 4 aout 1794, après la chute de Robespierre.
- Jean-Antoine Roucher, receveur des gabelles, poète, représenté de nombreuses fois par Hubert Robert, mort guillotiné
- Marquis de Sade, écrivain et libertin
- Joseph-Alexandre de Ségur, militaire et homme de lettres
- Baronne Catherine Louise Sylvine de Soyécourt veuve d'Hinnisdal, morte guillotinée [réf. souhaitée]
- Joseph-Benoît Suvée, peintre
- Thomas de Treil de Pardailhan, ci-devant baron et député de Paris à l'Assemblée législative
- Charles-Louis Trudaine, conseiller au Parlement, et son frère Charles-Michel

## La prison desXIXeetXXesiècles

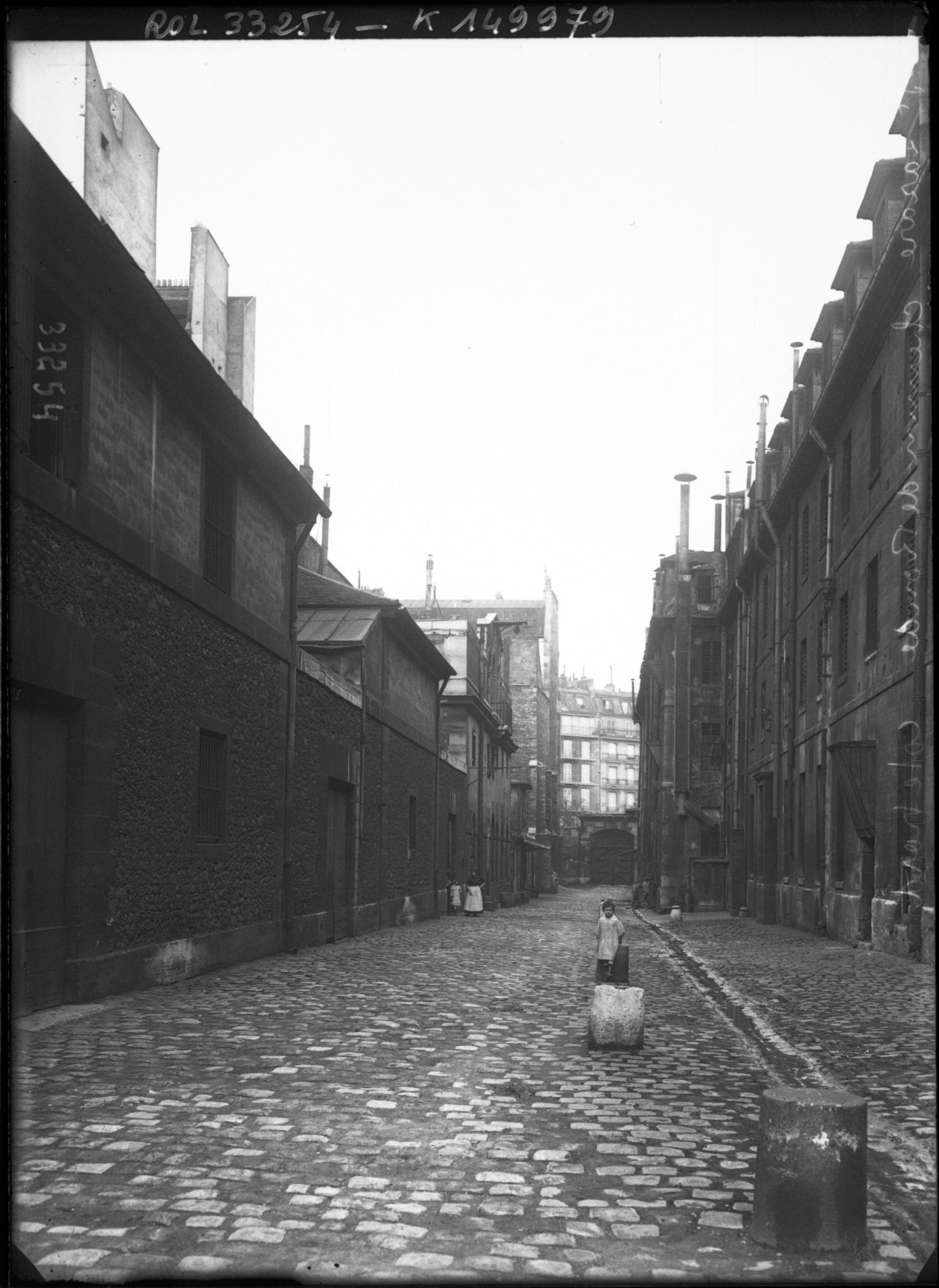
Le chemin de ronde, en 1913.

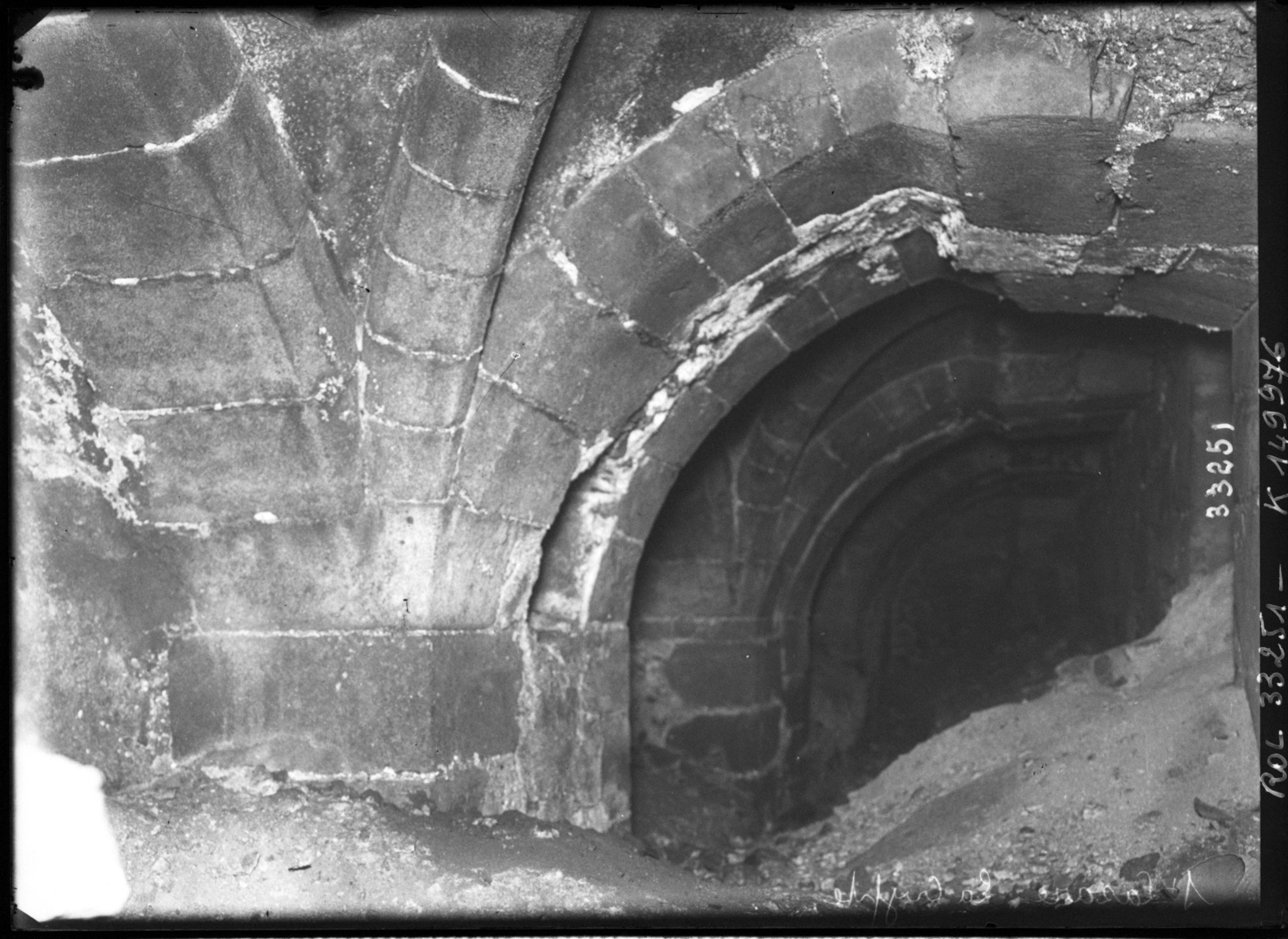
Les cryptes, en 1913.

La prison Saint-Lazare est cédée au département de la Seine par un acte du 9 avril 1811.
C'est une prison et un « hôpital-prison », intimement liée au développement de la prostitution. En effet, alors qu'est instituée en 1802 la visite médicale obligatoire des prostituées et que le nombre de maisons closes s'accroit rapidement, les prostituées sont étroitement contrôlées par la Brigade des mœurs : les filles de rue sont dites « en carte » et celle des maisons closes « à numéro ». À Paris, les « insoumises » sont incarcérées dans la seconde section de Saint-Lazare, lieu d'internement administratif et hôpital pour les prostituées. L'internement est possible sur simple avis médical jusqu'à la loi Marthe Richard du 13 avril 1946 qui ferme les maisons closes.
À l'occasion de la démolition de l'église Saint-Lazare, qui menaçait ruine, en 1823 l’administration pénitentiaire décide de réorganiser l’ensemble des bâtiments.

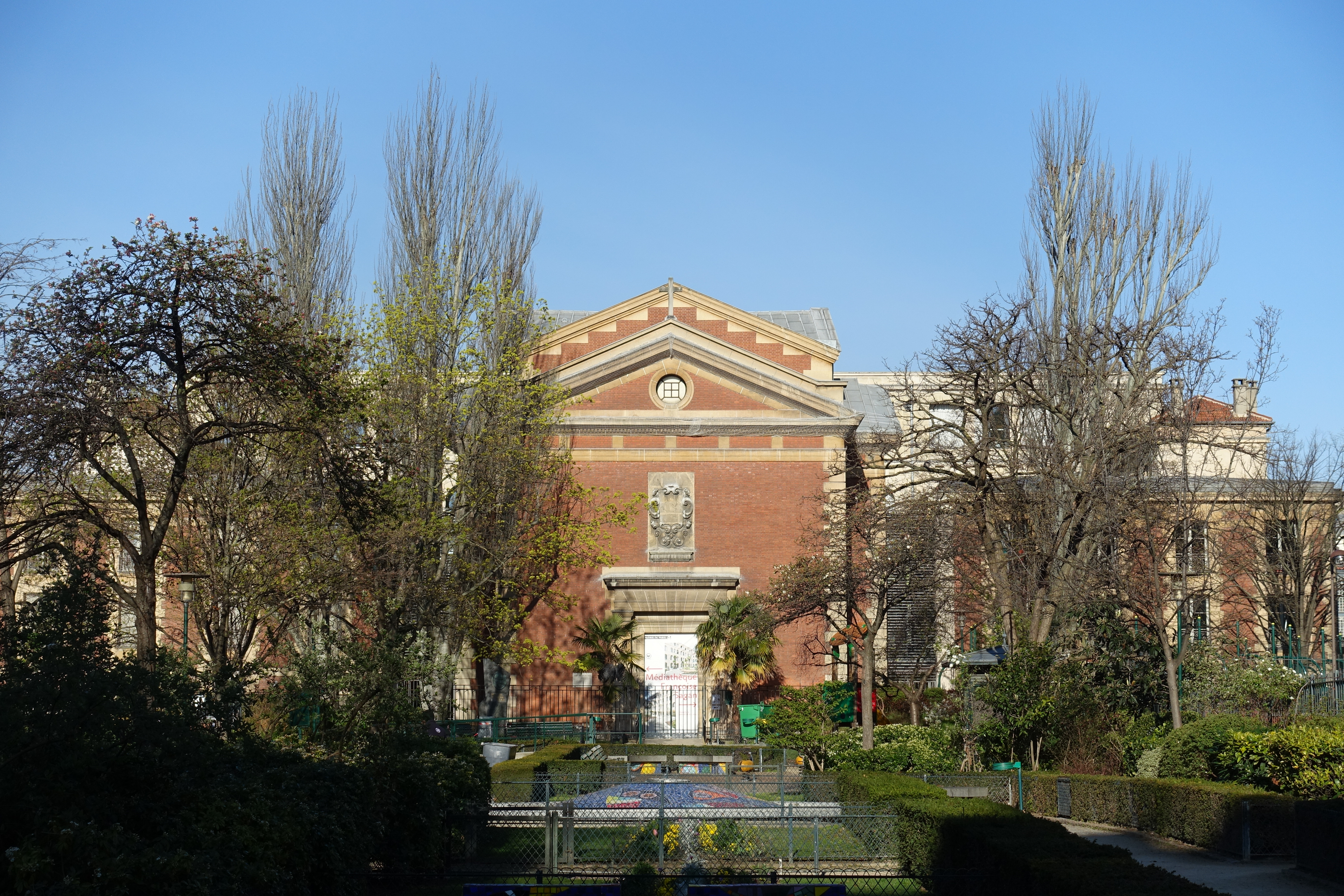
La chapelle, square Alban-Satragne

L'ancien édifice de la prison est rasé vers 1824, la construction de la nouvelle chapelle, qu'on peut voir au fond du square Alban-Satragne, et de l’infirmerie est alors confiée à Louis-Pierre Baltard par le comte de Chabrol, préfet de la Seine.
On fait également élever des murs et un chemin de ronde.
L'architecte y construit en 1834 l'« infirmerie spéciale », pour soigner les femmes de la prison Saint-Lazare.
Pour l'année 1837 c'est un total de 11 063 « femmes et jeunes filles » qui sont passées par Saint-Lazare.
À partir de 1838, à l'initiative du baron Delessert, alors préfet de police de Paris, la garde des détenues est assurée par des femmes, ce sont les Sœurs de Marie-Joseph, dites Sœurs des prisons, qui assurent cette tâche à partir de 1849 ou 1850.
Vers 1857 la prison Saint-Lazare, placée sous l'administration de la préfecture de police, renferme une population générale de 1 300 détenues environ, elle est divisée en trois sections principales, la première contient les prévenues et condamnées, la seconde est à la fois un lieu de punition et un hôpital pour les prostituées, la troisième est affectée aux jeunes filles renfermées soit par application des articles 66 et 67 du Code pénal, soit par voie de correction paternelle,.

« Ces jeunes filles, dont l'état intellectuel offre un grand intérêt pour le médecin et le moraliste, sont pour la plupart de malheureuses petites créatures que l'on enferme dès l'âge de sept à huit ans pour abriter leur enfance contre les atteintes funestes de la corruption. Rien de plus digne d'éloges que le but que se propose l'autorité en enlevant ces pauvres petites filles, les unes à d'infâmes parents qui les vouaient à une vie honteuse, les autres à des parents faibles ou impuissants à les gouverner, à les protéger, et en les maintenant sous sa tutelle jusqu'à seize, dix-huit et vingt ans. »

— S. Rossignol, Aperçu médical sur la maison de Saint-Lazare, p. 8.
Au 31 décembre 1856 il y a 48 jeunes filles mineures détenues à Paris, dont 33 à la prison Saint-Lazare par voie de correction paternelle.
Toujours vers 1857, la durée de traitement dans la seconde section est 45 jours pour les « filles publiques inscrites » et 3 mois pour les « insoumises », la sortie de l'hôpital-prison n'est possible qu'après une contre-visite assurée par la préfecture.
Pour l'année 1885 c'est un total de 10 907 « femmes et jeunes filles » qui sont passées par Saint-Lazare.
En 1913, les anciennes cryptes du XVIIe siècle existaient toujours,, elles feront l'objet d'une demande de classement, en 1971 le parking souterrain « Magenta Alban Satragne » occupera l'espace.
La prison Saint-Lazare a émis de la monnaie de nécessité qui n'est hélas pas datée. [Quoi ?] En France c'est la période de 1914 à 1926 qui constitue l'âge d'or de la monnaie de nécessité. La monnaie de nécessité de Saint-Lazare comportait des pièces de 5 centimes, 25 centimes, 50 centimes, 1 franc, 2 francs et même 5 francs. [réf. souhaitée]
La prison Saint-Lazare est le cadre de la chanson d'Aristide Bruant À Saint-Lazare. Cette chanson sera reprise par de nombreux artistes : Eugénie Buffet, Germaine Montero, Lina Margy, Patachou, Barbara, Véronique Sanson, le groupe de punk rock Parabellum, Marc Ogeret, etc.
La prison Saint-Lazare ferme en 1927,.
Le portrait de Joseph Cange, gardien à la prison Saint-Lazare pendant la Terreur, qui aida financièrement la famille d'un détenu au péril de sa vie et que la nation honorera après la chute de Robespierre, est conservé au musée de la Révolution française.

### Prisonnières célèbres
- Hélène Brion, institutrice, féministe, syndicaliste CGT et pacifiste, auteur de La voie féministe
- Germaine Berton, militante anarchiste française
- Marie Bourette, l'empoisonneuse, elle causa la mort de Jules Godart en 1909
- Henriette Caillaux, femme du ministre Joseph Caillaux
- Amélie Élie, dite « Casque d'Or »[35]
- Fernande d'Erlincourt, anarchiste
- Félicie Gimet, militante communarde
- Marthe Hanau, femme d'affaires impliquée dans un important scandale financier ; elle est surnommée « la banquière des années folles »
- Jeanne Humbert, née Jeanne Rigaudin, écrivaine, journaliste, militante anarchiste et pacifiste française
- Chicago May, de son vrai nom May Duignan, voleuse renommée[36]
- Valentine Merelli, actrice et demi-mondaine française, mise en cause, puis acquittée dans l'affaire Galley, qui a dérobé une énorme somme d’argent à la banque où il travaillait[35].
- Louise Michel, communarde[37]
- Marguerite Steinheil
- Mata Hari (Margaret Zelle), espionne
- Rirette Maîtrejean

### Personnel notoire
- Louise Crombach (1815- 1894), écrivaine et féministe

## De la prison à l'hôpital

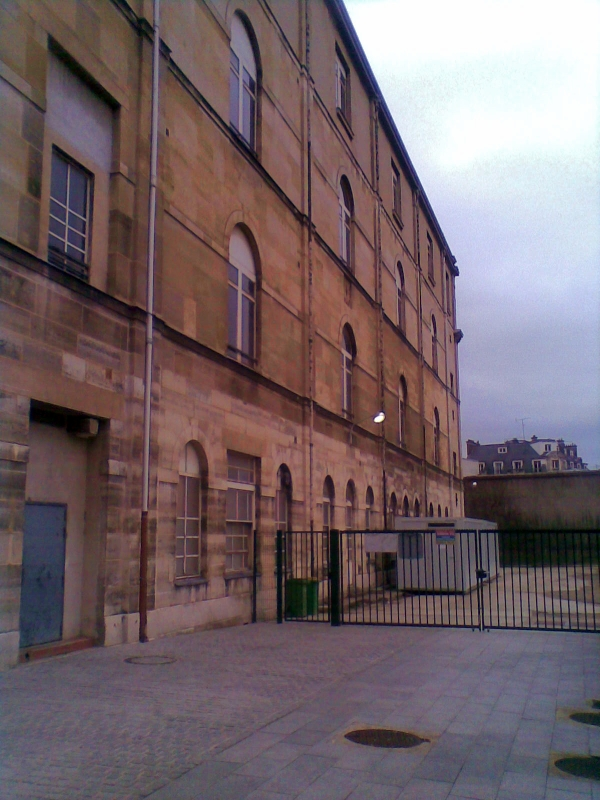
Site de l'ancien hôpital Saint-Lazare, le « carré historique », en 2010.

L'ancienne prison devient vers 1930 la « maison de santé Saint-Lazare » et continuera de fonctionner comme lieu de traitement pour femmes jusqu'en 1955 alors que l'ancienne prison est démolie en 1940.
En 1955 la préfecture de Police cède une partie de ses lits à l'Assistance publique et la maison de santé devient un service de désencombrement de l'hôpital Lariboisière.
Le 1er janvier 1961 la préfecture cesse d'administrer le lieu qui devient l'hôpital Saint-Lazare rattaché à l'Assistance publique en tant que dépendance de l’hôpital Lariboisière réunis dans le groupe hospitalier Lariboisière - Fernand-Widal - Saint-Lazare.
En 1975, Année internationale de la femme, c'est la fermeture à Saint-Lazare du service où les femmes prostituées étaient encore conduites après les rafles par la police.
L'hôpital Saint-Lazare ferma définitivement fin 1998 ; il ne comportait alors plus que 55 lits. [réf. nécessaire] [pourquoi ?]

## Le site de l'ancien hôpital Saint-Lazare
Il ne reste actuellement de la prison et de l'hôpital Saint-Lazare que l'infirmerie et la chapelle construites toutes deux par Louis-Pierre Baltard en 1834 et dont les bâtiments ont été restaurés en 1931 par Gaston Lefol.
 Les restes de la prison et de l'hôpital Saint-Lazare encore existants ont été inscrits au titre des monuments historiques en novembre 2005.
L’ancien hôpital Saint-Lazare formait un îlot délimité par la rue du Faubourg-Saint-Denis, la rue de Paradis, la rue de Chabrol et la rue d’Hauteville.
À la suite du départ de l'Assistance publique un vaste projet de réaménagement de cet îlot a été initié à partir de 1999 par la Ville de Paris : réalisation d'équipements culturels, sportifs et scolaires, mise en valeur des bâtiments historiques et création d'un parc paysager,,,. Le carré historique accueille désormais une halte crèche, un centre social et culturel et la médiathèque Françoise-Sagan.

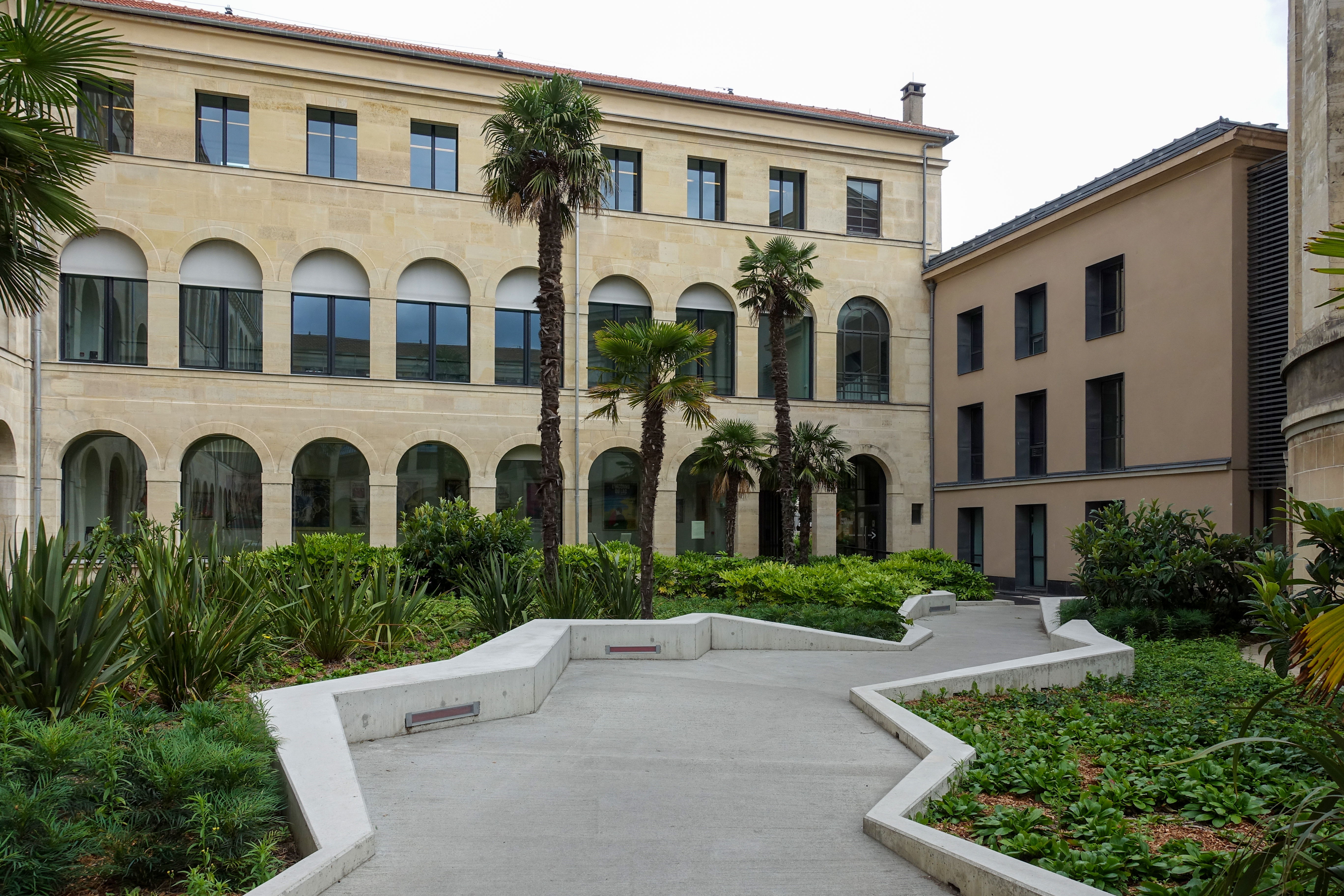
La médiathèque Françoise-Sagan.

Selon le projet de réhabilitation des architectes Stéphane Bigoni et Antoine Mortemard, la médiathèque a été inaugurée le 16 mai 2015, elle possède une superficie d'environ 4 000 m2 répartis sur quatre niveaux et des magasins en sous-sol, avec un bâtiment principal et deux ailes, ce qui en fait l'une des plus vastes médiathèques municipales de la capitale. Elle présente un fonds de 100 000 documents. Cette médiathèque accueille également le Fonds patrimonial L'Heure Joyeuse, fonds historique exceptionnellement riche de documents pour la jeunesse.

## Dans la culture populaire

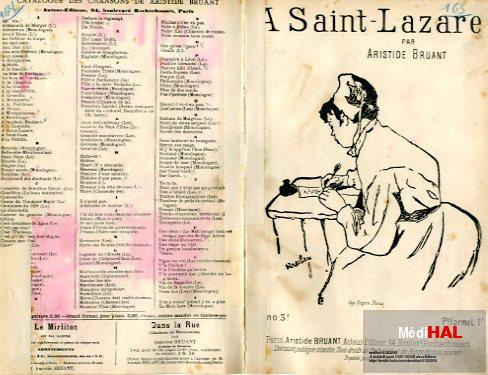
« À Saint-Lazare », chanson d'Aristide Bruant, illustration de Treclau (Henri de Toulouse-Lautrec), 1892.

C'est à la prison pour femmes Saint-Lazare que sont un temps enfermées La Louve et Fleur-de-Marie (la Goualeuse), deux des protagonistes les plus importantes du roman Mystères de Paris, par Eugène Sue. La prison est régulièrement citée au fil du récit, et donne son titre à un chapitre de l'ouvrage.
« À Saint-Lazare » est une chanson réaliste française d'Aristide Bruant, créée en 1887, où une pensionnaire écrit à son amant pour lui faire part de sa misère et de son inquiétude
.
Le lieu est cité à plusieurs reprises dans la série Paris Police 1900.